# 汉斯-格奥尔格·伽达默尔
汉斯-格奥尔格·伽达默尔（1900年2月11日—2002年3月13日），著名德国哲学家，詮釋學大師，二十世紀最具影響力的哲學家之一。其1960年出版著作《真理与方法》使其闻名于世。他对诠释学作出了巨大贡献，他的哲学精神和人生实践统一在这样一个问题上：对话和理解如何可能是此在（Dasein）的一种存在方式。他的一生都在研究对话和理解，他的教学和著述也都是在与听众的对话中展开的。

## 生平
伽达默尔出生于德国马尔堡，他父亲是大学化学教授，从小就有意培养其自然科学的兴趣，但伽达默尔对人文学科的兴趣却与日俱增。中学时期他就读于布雷斯勞的一所中学，19岁时全家回到他的出生地、新康德主义中心的马尔堡。他在这里师从那托普学习哲学，1922年，以《论柏拉图对话中欲望的本质》一文获得博士学位。
1923年，他前往弗莱堡师从海德格尔这位他心目中的大师。他在弗莱堡只呆了几个月的时间，但对他一生造成了深远影响，以至于他后来一直承认自己是海德格尔的学生。从海德格尔那里，他学习了现象学的方法、存在论的思路，使他摆脱了早期新康德主义的影响。
1929年，伽达默尔获得马尔堡大学的任教资格，30年代早期，他的大部分时间都花在演讲上。虽然在第三帝国时期，他在政治上并不活跃，但和海德格尔不同，他是坚决的反纳粹主义者。直到1937年，他才获得他申请了10年之久的哲学教授头衔，1939年，他在莱比锡获得了一个大学教授的职位，1945年，任哲学系主任，之后还担任了两年大学校长职务。在这些年里，因为校务繁忙，大多数的学术研究中只能把时间用于诗歌和短论的写作中。
1947年，伽达默尔受聘于法兰克福大学哲学系首席教授，1949年，受聘于海德堡大学，接替了卡爾·雅斯貝爾斯的职位。直到1960年60岁时，出版了他最重要的作品《真理与方法》。之后的40年中，他出版了其他主要著作，与各种思潮的主要人物展开对话，进行诸多演讲和讨论，获得诸多荣誉。直到他去世为止，一直是海德堡大学的荣誉教授。